# Terrestricythere ivanovae
Terrestricythere ivanovae is een mosselkreeftjessoort uit de familie van de Terrestricytheridae. De wetenschappelijke naam van de soort is voor het eerst geldig gepubliceerd in 1969 door Schornikov.